# Уборок (водохранилище)
Уборок (бел. Убо́рак) — наливное водохранилище в Добрушском районе Гомельской области Беларуси, в 1-2 км от посёлка Уборок. Наполняется из реки Нетеша по каналу длиной 2,2 м.

## Описание
Образовано в 1983 году в целях орошения сельскохозяйственных угодий и рыбоводства.
Площадь поверхности 0,27 км². Длина 0,7 км, наибольшая ширина 0,4 км, по другим данным 0,38 км. Длина земляной дамбы 2,07 км, по другим данным 2,1 км. Наибольшая глубина водохранилища 6,4 м, средняя 4 м. Объём воды 1,05 млн. м³, по другим данным 1,1 млн. м³. Средний многолетний сток 2,8 млн. м³. Колебания уровня воды 5,3 м в течение года.
Расстояние от устья до гидроузла — 21 км.
Вид регулирования — сезонное.